# Karel Maurits van Monaco
Karel Maurits Goyon de Matignon of Karel Maurits van Monaco (Parijs, 14 mei 1727 - Maury (Zwitserland) 18 januari 1798) was lid van het Huis Grimaldi, ridder in de Orde van Malta en Grande van Spanje.

## Biografie
Karel Maurits van Monaco werd in 1727 geboren als zoon van Jacobus I van Monaco en Louise Hippolyte van Monaco, uit het Huis Grimaldi. Karel Maurits werd opgenomen in de Orde van Malta. Hij nam als militair deel aan de Slag bij Fontenoy en raakte tijdens de slag gewond. In 1749  trouwde hij in Parijs met Marie-Christine de Rouvroy (1728-1774). Hun huwelijk, dat in 1766 ontbonden werd, bleef kinderloos.
In februari 1759 werd hij benoemd tot luitenant-generaal in Normandië en werd hij ook gouverneur van enkele steden in die regio. In 1777 werd hij opgenomen in de Orde van het Gulden Vlies. Na de Franse Revolutie vluchtte Karel Maurits van Monaco naar Zwitserland en overleed daar in 1798.